# Васін Денис Юрійович
Денис Юрійович Васін (нар. 12 вересня 1979, Миколаїв, СРСР) — український футболіст, півзахисник.

## Кар'єра гравця
Випускник СДЮШОР «Торпедо» (Миколаїв). Розпочинав грати в аматорській команді «Гідролізнік» (Ольшанське) 1995/97, володар Кубку області 1996 року.
У 1997 році дебютував у складі головної команди області СК «Миколаїв». Перший матч - 22 травня 1997 року СК «Миколаїв» - «Зоря» (Луганськ) - 3:0. У наступному році зіграв за миколаївську команду дев'ять матчів у вищій лізі чемпіонату України. Дебют в «вишці» відбувся в день дев'ятнадцять років Дениса - 12 сентября 1998 року «Таврія» (Сімферополь) - СК «Миколаїв» - 2:0. Не зумівши закріпитися в основному складі «корабелів», Васін продовжив кар'єру в командах «Полісся» (Житомир), «Реутов» (Росія), «Черкаси».
У 2003 році переходить у сімферопольську «Таврію». Провівши в команді вищої ліги цілий рік, виходив на поле всього двічі, в основному залишаючись на лаві для запасних.
У 2004 році разом з ще одним миколаївців Сергієм Козловим грав у команді вищої ліги чемпіонату Білорусі «Німан» (Гродно).
У 2005-2007 роках грав у складі «Динамо-ІгроСервіс». У 2007 році повернувся в МФК «Миколаїв», де зігравши 46 матчів, довів цей показник сумарно до 81. Забив 4 голи.
З 2010 року виступав за аматорські колективи «Таврія» (Новотроїцьке), «Колос» (Хлібодарівка), «Тепловик» (Южноукраїнськ), «Аграрник» (Велика Мечетня).